# Périphote
Le périphote est un appareil de prise de vue panoramique conçu par Auguste et Louis Lumière, breveté en 1900.
Un film souple photosensible de 7 × 38 cm était enroulé au sein d'un boîtier de forme cylindrique, et un objectif placé à la périphérie effectuait une rotation de 360°. L'horizon complet pouvait ainsi être photographié en un cliché unique, qu'on projetait ensuite sur un écran cylindrique, à l'aide du Photorama.

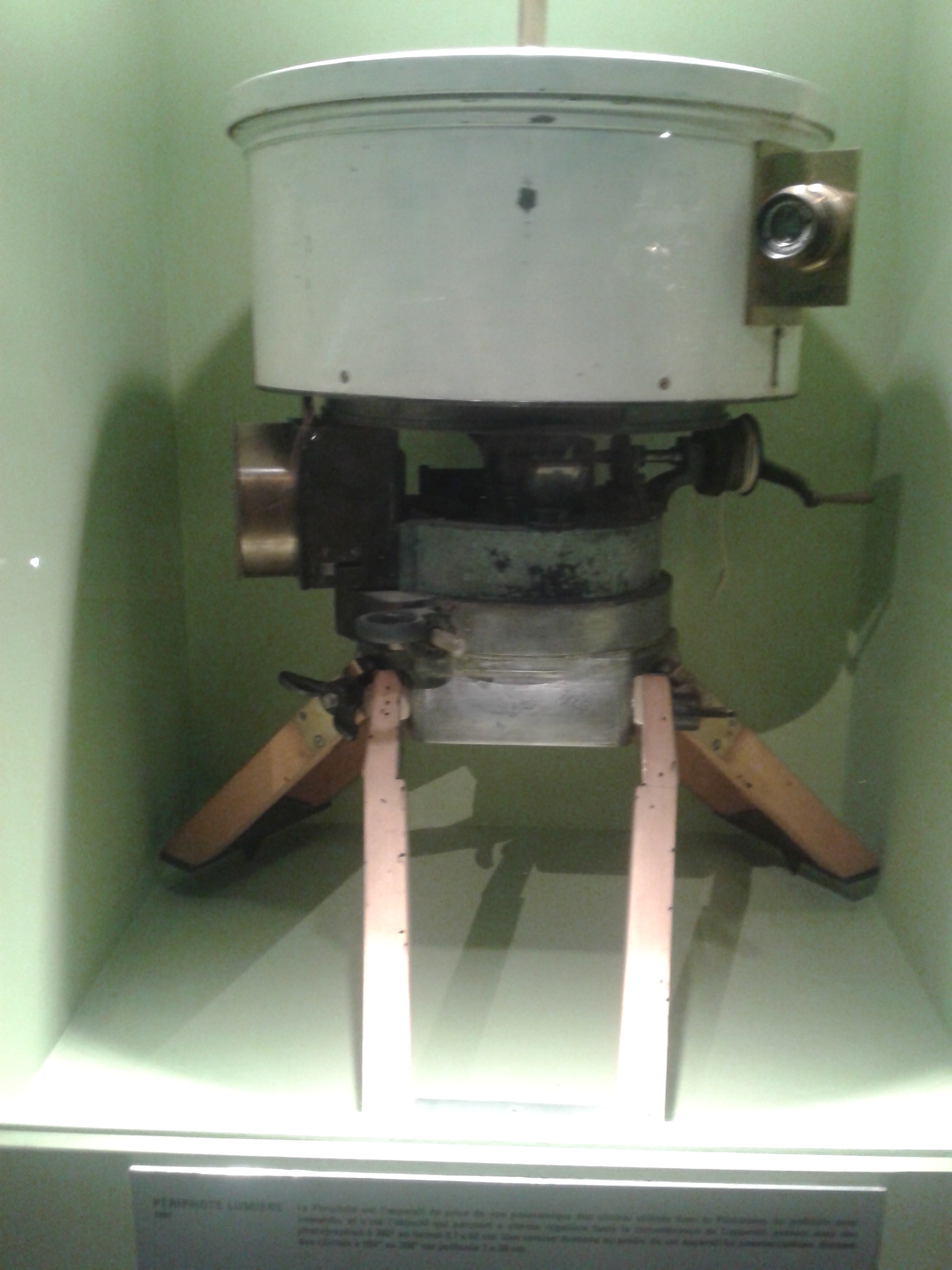
Un périphote Lumière.